# Bulbophyllum citrellum
Bulbophyllum citrellum là một loài phong lan thuộc chi Bulbophyllum.